# Bill (film 1981)
Bill è un film per la televisione del 1981, basato sulla vita di Bill Sackter, interpretato da Mickey Rooney e Dennis Quaid. Nel 1983 è stato realizzato un sequel intitolato Bill: On His Own, sempre con Rooney protagonista.